# Hickok
Hickok es una película wéstern estadounidense de 2017 protagonizada por Luke Hemsworth, Trace Adkins, Kris Kristofferson y Bruce Dern. Fue estrenada en cines de forma limitada, así como en video bajo demanda por Cinedigm el 7 de julio de 2017.

## Sinopsis
Wild Bill Hickok, un legendario agente de la ley y pistolero, tiene la tarea de domesticar el pueblo de vacas más salvaje del oeste. Su reputación por su estilo de justicia fronteriza se pone entonces a prueba.

## Reparto
- Luke Hemsworth como Wild Bill Hickok
- Trace Adkins como Phil Poe
- Kris Kristofferson como George Knox
- Bruce Dern como Doc Rivers O'Roark
- Cameron Richardson como Mattie
- Kaiwi Lyman-Mersereau como John Wesley Hardin, también conocido como "Arkansaw"
- Hunter Fischer como Joey
- Jason Lively como Ike
- Robert Catrini como Sheriff Akers
- Britain Simons como The Kid
- Kimberly Alexander como Lou Ann
- Shane P. Allen como jinete
- Terral Altom como el extraño